# محوطه دره پهن
محوطه دره پهن مربوط به دوره نوسنگی - عصر آهن است و در شهرستان فارسان، بخش مرکزی، ۳/۷ کیلومتری شمال غرب شهر فارسان واقع شده و این اثر در تاریخ ۲۷ اسفند ۱۳۸۷ با شمارهٔ ثبت ۲۶۵۴۹ به‌عنوان یکی از آثار ملی ایران به ثبت رسیده است.